# 26-os busz (Veszprém)
A veszprémi 26-os jelzésű autóbusz a Kádárta, vasúti megállóhely és a Megyeház tér között közlekedett.

## Története
Utoljára 2018. december 21-én közlekedett, az új veszprémi szolgáltató, a V-Busz januártól már nem indította el.

## Útvonala
| Megyeház tér felé |
| --- |
| Kádárta, vasúti megállóhely vá. – Vasút utca – Győri utca – 82-es főút – Budapest út – Mindszenty József utca – Brusznyai Árpád utca – Megyeház tér – Megyeház tér vá. |

## Megállóhelyei
| 0  | Kádárta, vasúti megállóhely végállomás |                                       |
| 1  | Kádárta, Vasút utca                    | 23, 24, 25 Helyközi buszok            |
| 3  | Kádárta, bolt                          | 23, 24, 25 Helyközi buszok            |
| 4  | Kádárta, felső                         | 23, 24, 25 Helyközi buszok            |
| 6  | Kádárta, bejárati út                   | 23, 24, 25 Helyközi buszok            |
| 7  | Büntetésvégrehajtási Intézet           | 23, 24, 25 Helyközi buszok            |
| 9  | Tesco Áruház                           | 23, 24, 25 Helyközi buszok            |
| 13 | Viola utca                             | 6, 10, 18, 23, 24, 25 Helyközi buszok |
| 15 | Rózsa utca                             | 5, 6, 10, 18, 23, 24, 25              |
| 18 | Hotel                                  | 2, 3, 4, 5, 6, 10, 12, 13, 18, 25     |
| 20 | Megyeház tér végállomás                | 4, 6, 8, 34                           |